# Лоукотка, Честмир
Честмир Лоукотка (чеш. Čestmír Loukotka, 12 ноября 1895, Храштяны у Ческего Броду — 13 апреля 1966, Прага) — чешский лингвист, антрополог и историк. Специализировался в американистике, индейских языках и истории письменности. Ученик и последователь Б. Грозного, некритично относился к его наследию, книга «Развитие письма» содержит большое количество ошибок[прояснить]. С другой стороны, внёс большой вклад в классификацию южноамериканских языков и в изучение культуры индейцев. В 1947 г. избран постоянным членом Общества американистов, а в 1958 г. первым из европейцев стал членом Бразильского антропологического общества, позднее — также членом Французской академии. Его дочерью была писательница и переводчица Ярмила Лоукоткова.

## Сочинения
- Náboženství Indiánů, Praha 1927, 184 s.;
- Indiáni severoameričtí, Praha 1931, 251 s.;
- Roztřídění jihoamerických jazyků, Praha 1935;
- Clasificación de las lenguas sudamericanas, Praha 1935;
- Vývoj písma, Praha 1946, 226 s.; в русском переводе: Ч. Лоукотка, Развитие письма, М. 1952.
- Do Brazílie za Indiány, Praha 1962, 210 s.;
- Classiffication of South American Indian Languages, Berkeley 1968.